# Sam Liccardo
Pour les articles homonymes, voir Liccardo.
Sam Liccardo, né le 16 avril 1970 à Saratoga en Californie, est un avocat et homme politique américain, membre du Parti démocrate. Il est maire de la ville de San José de 2015 à 2023 et représentant des États-Unis depuis 2025.

## Biographie
En 2006, il est élu conseiller municipal de San José et réélu en 2010. Il est ensuite élu maire de la ville en 2014 et succède à Chuck Reed le 1er janvier 2015. Il est réélu le 5 juin 2018 avec 76 % des voix.
En décembre 2023, il annonce sa candidature aux élections de la Chambre des représentants de 2024 pour succéder à la démocrate Anna Eshoo, non candidate à sa réélection. Après être arrivé en tête de la primaire multipartisane de mars, il remporte l'élection générale contre l'élu démocrate Evan Low le 5 novembre 2024.